# Valle Pezzata
Valle Pezzata is een plaats (frazione) in de Italiaanse gemeente Valle Castellana.